# Tuxtilla (municipalité)
La municipalité de Tuxtilla est l'une des 212 municipalités de l'État de Veracruz, et est située dans la partie sud-est de cet État, au Mexique. Elle se trouve au sud du golfe du Mexique, sur la limite administrative séparant l'État de Veracruz et l'État de Oaxaca, située au sud de son territoire. Elle prend appui à l'extrême nord-ouest sur le fleuve Río Papaloapan, et est limitée au sud-est par la rivière Obispo, affluente du Río Papaloapan. Son chef-lieu est la ville éponyme de Tuxtilla. Cette municipalité est rattachée administrativement à la région Papaloapan, qui est une des 10 régions de l'État de Veracruz.

## Géographie
Le territoire de la municipalité de Tuxtilla s'étend du nord au sud dans le bassin du fleuve Río Papaloapan, sur lequel elle s'appuie à l'extrême nord-ouest. Elle est bordée au sud-ouest par l'un de ses affluents, la rivière Obispo, et dont la confluence se situe plus au nord. Elle prend appui au sud sur la limite administrative séparant l'État de Veracruz et l'État de Oaxaca. Son chef-lieu, la ville éponyme de Tuxtilla, se trouve à l'extrême nord de son territoire, à distance du cours actuel du Río Papaloapan, bien qu'elle s'appuyât sur un ancien méandre. Son territoire couvre une superficie de 45,6 km2, et était peuplé en 2020 de 2258 habitants, pour une densité de 49,5 habitants par km2.
La municipalité est limitrophe au nord de la municipalité de Cosamaloapan de Carpio, à l'ouest de celle de Tlacojalpan, au sud, dans l'État de Oaxaca, de celle de Loma Bonita, et à l'est de celle de Chacaltianguis.

## Composition et démographie
La municipalité était composée en 2020 de 5, dont aucune n'était considérée comme urbaine, toutes étant rurales.
| Localité         | Population |
| ---------------- | ---------- |
| Tuxtilla         | 2211       |
| La Rivera        | 20         |
| La Playa         | 17         |
| El Cacahuate     | 6          |
| Las Golondrinas  | 4          |
| Total population | 2258       |

En plus de l'espagnol, seules deux langues amérindiennes sont attestées dans la municipalité, et parlées de manière très marginale : le ch'ol et le maya.

## Économie

### Agriculture et élevage
La superficie des parcelles semées représentait, en 2019 une surface totale de 1312,8 hectares, parmi lesquels 1064,8 hectares étaient voués à la culture de la canne à sucre, 158 hectares étaient voués à la culture du maïs, et 50 étaient voués à celle de la banane.
En 2020, la production de viande par tonnes comprenait 66,1 tonnes de viande bovine, 28,9 tonnes de viande porcine, 3,6 tonnes de viande ovine, 24 tonnes de volailles, et 2,1 tonnes de dinde. La superficie vouée à l'élevage représentait alors 2298 hectares.